# القحزة (بعدان)

تعديل مصدري - تعديل

القحزة هي إحدى قرى عزلة الحيث بمديرية بعدان التابعة لمحافظة إب، بلغ تعداد سكانها 224 نسمة حسب تعداد اليمن لعام 2004.